# Gramat

Gramat este o comună în departamentul Lot din sudul Franței. În 2009 avea o populație de 3.473 de locuitori.

## Evoluția populației
| An        | 1975  | 1982  | 1990  | 1999  | 2006  | 2009  |
| --------- | ----- | ----- | ----- | ----- | ----- | ----- |
| Populație | 3.288 | 3.643 | 3.526 | 3.545 | 3.536 | 3.473 |